# 绵管红山茶
绵管红山茶（学名：Camellia lanosituba）为山茶科山茶属的植物。分布于中国大陆的四川等地，生长于海拔3,100米的地区，常生长在山地疏林下，目前尚未由人工引种栽培。